# Salangana de carpó blanc
La salangana de carpó blanc (Aerodramus spodiopygius) és una espècie d'ocell de la família dels apòdids (Apodidae).
Habita sobre boscos i camp obert, criant en coves, de l'Arxipèlag Bismarck, Illes Salomó (cap al sud fins Guadalcanal), Vanuatu, Nova Caledònia, Illes Loyauté, Fiji, Tonga i Samoa.